# Florence Dupont
Florence Dupont (1943-) es una latinista y helenista francesa, profesora emérita en la universidad Diderot de París. Experta en teatro y literatura antiguas

## Trayectoria
Hija natural de Pierre Grimal, leyó la primera tesis Le plaisir et la loi: du «Banquet» de Platon au «Satiricon», en 1975. Su tesis de Estado posterior fue La Fureur et la mémoire: recherches sur la mythologie dans les tragédies de Sénèque, de 1981. 
Su carrera universitaria en París ha sido fructífera. Primero trabajó sobre los espectáculos en la Roma antigua, sobre todo los teatrales; luego se ha dedicado a analizar la sociedad romana desde un punto de vista antropológico más amplio, que incluye la alimentación. Es miembro del Centro de insvestigaciones comparadas creado por Pean-Pierre Vernant: el centro Louis Gernet.
La invención de la literatura se propone reconstruir la cultura viva o caliente de los antiguos con banquetes y fiestas; perspectiva que se contrapone a la cultura fría o académica, basada en escuelas y bibliotecas.

## Obras
- Le Plaisir et la Loi: du Banquet de Platon au Satiricon, París, François Maspéro, 1977, y La Découverte, 2002
- Adieux à Marguerite Yourcenar, éditions des femmes, 1978.
- L'Acteur-roi. Le théâtre dans la Rome antique, Les Belles Lettres, 1986. Luego convertido en el volumen L'Acteur-roi: le théâtre à Rome, Les Belles Lettres, 2003.
- L'Affaire Milon: meurtre sur la voie appienne, Denoël, 1987.
- Le Théâtre latin, Armand Colin, 1988.
- La Vie quotidienne du citoyen romain sous la République, Hachette, 1989; traducido como El ciudadano romano durante la República, Buenos Aires, J. Vergara, 1992.
- Homère et Dallas : Introduction à une critique anthropologique, Hachette, 1991, y Kimé, 2005.
- Les Monstres de Sénèque, Belin, 1995.
- L'Invention de la littérature. De l'ivresse grecque au livre latin, La Découverte, 1994; traducido como La invención de la literatura, Madrid, Debate 2001 ISBN 978-84-8306-397-2.
- Médée de Sénèque, ou comment sortir de l'humanité, Belin, 2000.
- L'Orateur sans visage: essai sur l'acteur romain et son masque, Presses universitaires de France, Paris, 2000.
- L'Érotisme masculin dans la Rome antique, con Thierry Éloi, Belin, 2001,
- L'Insignifiance tragique, Le Promeneur, 2001
- Dir. con Emmanuelle Valette-Cagnac: Façons de parler grec à Rome, Belin, 2005, volumen colectivo, con su artículo final.
- Aristote ou le vampire du théâtre occidental, Aubier, 2007
- Rome, la ville sans origine, Gallimard, «Le Promeneur», 2011
- L'Antiquité, territoire des écarts, entrevistas con Pauline Colonna d'Istria y Sylvie Taussig, Albin Michel, 2013.

### Artículos en línea
- « La matrone, la louve et le soldat : pourquoi des prostitué(e)s «ingénues » à Rome ?», Clio, numéro 17/2003, ProstituéEs
- « Rome », ton univers impitoyable...», Le Monde diplomatique, abril de 2007
- « Cicéron, sophiste romain » (enlace roto disponible en Internet Archive; véase el historial, la primera versión y la última)., Langage, volume 16,
- « Papa bleu, maman rose », Le Monde, 13 avril 2013.